# Alchemilla sedelmeyeriana
Alchemilla sedelmeyeriana es una especie de planta del género Alchemilla, perteneciente a la familia Rosaceae.

## Taxonomía
Alchemilla sedelmeyeriana fue descrita por Serguéi Yuzepchuk en 1934.

## Distribución
Se encuentra en el territorio de Irán y Transcaucasia.